# 维勒雷 (埃纳省)
维勒雷（法語：Villeret，法語發音：[vilʁɛ]）是法国上法蘭西大區埃纳省的一个市镇，属于圣康坦区。

## 地理
维勒雷（49°57'9"N, 3°11'35"E）面积3.95 平方千米，位于法国上法蘭西大區埃纳省，该省份为法国北部内陆省份，北起北部省，西接索姆省和瓦兹省，东临阿登省和马恩省，西南至塞纳-马恩省，东北部与比利时接壤。
与维勒雷接壤的市镇（或旧市镇、城区）包括：阿日库尔、让库尔、蓬吕、勒韦尔吉耶、埃斯贝库尔、贝利库尔。

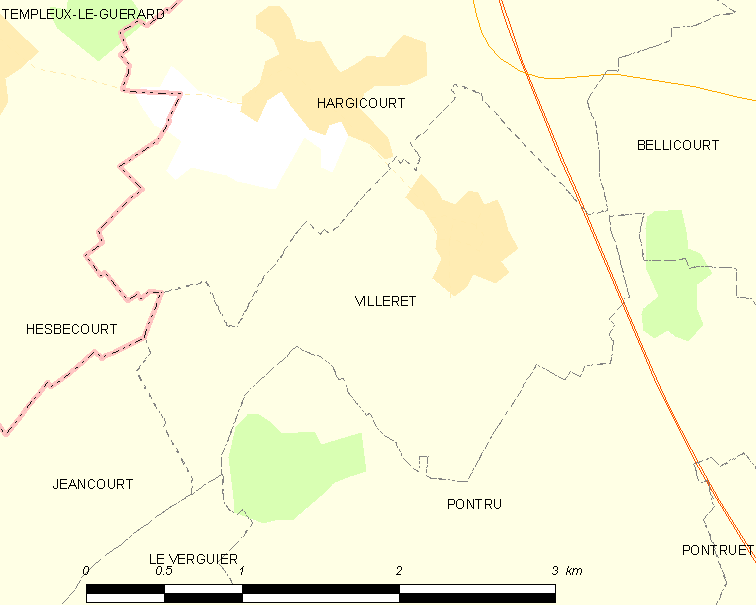
的OSM定位图

维勒雷的时区为UTC+01:00、UTC+02:00（夏令时）。

## 行政
维勒雷的邮政编码为02420，INSEE市镇编码为02808。

## 政治
维勒雷所属的省级选区为博安昂韦尔芒多瓦县。

## 人口

1962-2008年间人口变化图示

维勒雷于2022年1月1日时的人口数量为268人。